# Gerd Höhne (Basketballspieler)
Gerd Höhne ist ein ehemaliger deutscher Basketballspieler.

## Werdegang
Höhne war Nationalspieler der Deutschen Demokratischen Republik. Er bestritt 62 Länderspiele. 1965 und 1967 nahm er an Europameisterschaften teil.
Mit ASK Vorwärts Leipzig (und später der HSG KMU Leipzig) wurde er DDR-Meister und trat er im Europapokal der Landesmeister an. 1968 erreichte er mit der Mannschaft das Halbfinale des Wettbewerbs, dort schied man gegen Slavia Prag aus. Höhne schloss 1974 ein Studium an der Deutschen Hochschule für Körperkultur mit der Arbeit Die Leistungserfassung der speziellen motorischen Eigenschaften im Basketball ab.